# Patrick Luxenburg
Patrick Luxenburg, född 7 juli 1972, är en svensk fotbollsspelare, som har tidernas kortaste allsvenska karriär. Den 9 september 1990 gjorde han ett inhopp för Djurgårdens IF mot IK Brage. Inhoppet varade i 4 sekunder innan domaren blåste av matchen. Ytterligare ett inhopp var på gång under säsongen men hanns inte med före slutsignalen. Rekordet ser ut att vara mycket svårslaget.
Luxenburg spelade även för FC Café Opera och var med om deras resa från division 4 upp till serieledning i Superettan.